# Eduardo Ratinho
Eduardo Correia Piller Filho, meglio noto come Eduardo Ratinho (San Paolo, 17 settembre 1987), è un ex calciatore brasiliano, di ruolo difensore.

## Carriera

### Club
Eduardo Ratinho debuttò con il Corinthians il 17 agosto 2005 durante una vittoria per 2-0 sul Goiás, partita valida per il Campeonato Brasileiro Série A. Nel 2007, fu mandato in prestito al club russo del CSKA Mosca. Nel gennaio 2008, Eduardo Ratinho fu messo sotto contratto dal Tolosa. Sette mesi dopo, fu mandato in prestito dalla società francese al Fluminense per disputare il Campeonato Brasileiro Série A 2008.

### Nazionale
Eduardo Ratinho è stato incluso nella rosa del Brasile under 20 per il campionato mondiale di calcio Under-20 2007, tenutosi in Canada.

## Palmarès

### Club

#### Competizioni nazionali
- Campionato brasiliano: 1

Corinthians: 2005